# Les Newbies
Les Newbies est une série télévisée humoristique acadienne en 23 épisodes de 24 minutes diffusée entre le 16 janvier 2019 et le 10 juin 2020 sur la chaîne Unis TV. Cette comédie mettant en scène le parcours vers la gloire de trois humoristes acadiens est aussi diffusée sur les ondes de TV5 Monde et est disponible sur le service de vidéo à la demande ICI TOU.TV.

## Synopsis
André, Luc et Christian sont trois amis qui rêvent de gagner leur vie grâce à leur groupe d'humoristes, Les Newbies (soit « Les Débutants »). À Moncton, ils font la tournée des bars locaux et des salles communautaires dans le but de lancer leur carrière et d'atteindre un jour la gloire et la reconnaissance, et peut-être même de faire un jour un spectacle à Montréal, au Québec, lors du festival Juste pour rire. Leur parcours ne sera pas aussi beau et facile qu'ils le croient et à travers les embûches, conflits et déception, les Newbies (qui est aussi un surnom parfois donné aux Néo-Brunswickois) vont se rendre compte qu'au final, ils ne sont peut-être pas autant en quête de succès qu'ils le croyaient. Ils sont peut-être plutôt à la recherche de bien-être et d'un équilibre dans leurs vies.

## Distribution
Plusieurs acteurs de l'Acadie et du Québec participent à cette série.
- Christian Essiambre : Christian
- André Roy : André
- Luc LeBlanc : Luc
- Raphaëlle Lalande : Amélie
- Catherine Bérubé : Ann-Julie
- Marc Lamontagne : Lamont
- Roxane Gaudette-Loiseau : Karine
- Ricardo Trogi : Michel Lévesque
- Cloé Lévesque : Sophie
- Matthieu Girard : Jean-Marc
- Bianca Richard : Kim
- Karen Elkin : Valérie Babineau
- Denise Bouchard : Marcelle Robichaud
- Ryan Doucette : Réjean Picard
- Emmanuel Charest : Jean-Pierre Ducharme
- Karène Chiasson : Isabelle
- Raphaël Butler : Rick
- Robert Maillet : Bob
- Philippe Laprise : lui-même
- Dominic et Martin : eux-mêmes
- Valérie Blais : elle-même
- Yves P. Pelletier : lui-même
- Jean-Sébastien Lévesque : lui-même
- Michel Thériault : lui-même
- Lucie Laurier : elle-même
- Xénia Gould : Jass-Sainte
- Julien Dionne  : Sean

## Le Grand Ménage des fêtes
À la suite des deux saisons de la série, le groupe a assuré l’animation de l’émission spéciale de fin d'année Le Grand Ménage des fêtes pour deux années consécutives depuis 2020. Destinée aux francophones du Canada, cette émission spéciale d’une heure propose un grand ménage et un survol humoristique inspiré des événements qui ont marqué l’année à travers une série de sketches entrecoupés de performances musicales.